# École Supérieure de Génie Civil Véréchaguine AK
L'école supérieure de génie civil véréchaguine AK est un établissement scolaire béninois de génie civil et de topographie situé à Cadjehoun dans le 12e arrondissement de la commune de Cotonou,.

## Histoire
Fondée en 1998,,, l'école supérieure de génie civil véréchaguine AK est une institution privée qui forme les apprenants béninois et étrangers dans les domaines de génie civil, de topographie et des sciences de l'eau et de l'environnement,,,.